# ISO 6709
ISO 6709 Representação padrão da localização do ponto geográfico por coordenadas é o padrão internacional para a representação de latitude, longitude e altitude para locais de pontos geográficos.
A primeira edição (ISO 6709:1983) foi desenvolvida pela ISO/IEC JTC 1/SC 32. Mais tarde, o padrão foi transferido para ISO/TC211, Informação geográfica/Geomática em 2001.  O comitê revisou completamente a segunda edição (ISO 6709:2008). Houve uma pequena retificação técnica (ISO 6709:2008/Cor 1:2009) lançada em 2009.
A segunda edição é composta por uma parte principal e oito Anexos (Anexos A a H). A parte principal e os anexos A e C dão regras gerais independentes de codificação para definir itens para especificar ponto(s) geográficos. Anexo D sugere um estilo de exibição para a interface humana. Os anexos F e G sugerem estilos de expressão XML. Anexo H sugere expressão de cadeia, que substitui a primeira edição da norma.

## Identificador CRS
O identificador CRS começa com "CRS". Existem três estilos:
1. Quando um registro proporciona resolver on-line, CRS<url>
2. Quando um registro é desligado, CRSregistry:crsid
3. Quando o criador de dados fornece definição completa da CRS usando ISO 19111, CRS<CRSID>

O exemplo de originais anexo H use sempre "CRSWGS_84".

## Exemplos
- Oceano Atlântico +00-025/
- França +46+002/
  - Paris +48.52+002.20/
    - Torre Eiffel +48.8577+002.295/
- Monte Everest +27.5916+086.5640+8850CRSWGS_84/
- Polo Norte +90+000/
- Oceano Pacífico +00-160/
- Polo Sul -90+000+2800CRSWGS_84/
- Estados Unidos +38-097/
  - Nova Iorque +40.75-074.00/
    - Estátua da Liberdade +40.6894-074.0447/

### Padrões
- Entrada de catálogo para ISO 6709:2008
- projecto final do ISO 6709:2008
- Perfil de W3C GeoXG

### Implementações
- Point Location 6709 - um open-source analisador Java e formatador
- Point Location 6709 - um open-source JavaScript implementação
- C# Implementação em Codeplex
- Implementação Objective-C